# 피휘

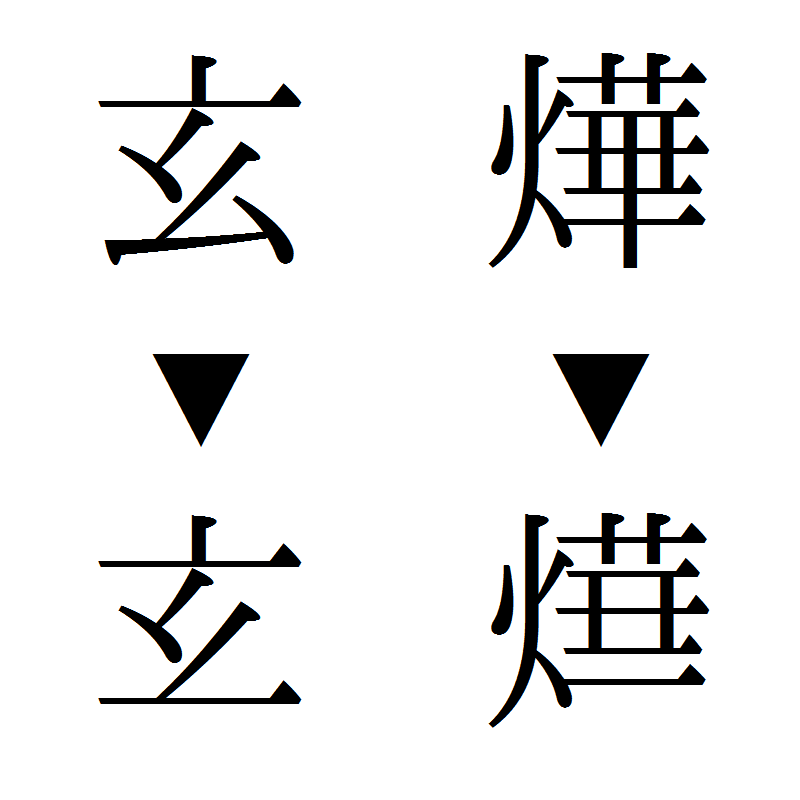
청나라 강희제의 피휘. 강희제의 이름 현엽(玄燁)에서 마지막 획을 긋지 않았다. 이런 피휘법을 결획(缺劃)이라 한다.

피휘(避諱)는 휘로 쓰인 글자를 사용하지 않는 관습이다.
때에 따라서는 글자뿐 아니라 음이 비슷한 글자를 모두 피하기도 했다. 이 관습은 고대 중국에서 비롯하여 한국, 일본 등 주변의 한자문화권에 전파되었고 오랫동안 행해졌다. 휘(諱)는 원래 군주의 이름을 일컫는 말이다.
이런 관습이 생겨난 것은 사람의 이름을 직접 부르는 것이 예에 어긋난다고 여겼던 한자문화권의 인식 때문으로, 자나 호와 같이 별명을 붙여 부르던 풍습(실명경피속)이나 부모나 조상의 이름을 언급할 때 “홍길동”이라 하지 않고 “홍 길자 동자”라고 조심하여 부르는 것도 같은 맥락으로 볼 수 있다.
게다가 일부 낱말도 쓰지 않는 예가 있고 이름에 군주를 모욕하는 뜻을 넣지 않았는데, 이러한 경우도 피휘로 보기도 한다.

## 종류
- 국휘(國諱)는 군주의 이름을 피하는 것이다. 보통 황제는 7대 위, 왕은 5대 위의 지배자까지 그 이름을 피했다.
- 가휘(家諱)는 집안 조상의 이름을 피하는 것이다.
- 성인휘(聖人諱)는 성인의 이름을 피하는 것을 뜻한다.
- 원휘(怨諱)는 원수지간인 사람의 이름을 피하는 것을 뜻한다.

나라 사이의 외교 문서나 집안 사이의 서신 등에서는 서로 피휘를 지켜 주었고, 군주의 이름에 쉬운 글자가 들어 있으면 나라 전체에 불편이 생기고 외교상의 문제도 생길 수 있기 때문에 군주와 그 일족의 이름은 잘 쓰지 않는 글자를 택했으며 주로 한 글자로 지었다.
또한 피휘를 할 때
1. 글자의 전체를 피한다.(예: 한나라 경제의 이름이 유계(劉啓)였기 때문에 계칩(啓蟄)을 경칩(驚蟄)으로 바꾸었다.)
2. 글자의 일부도 피한다. (예: 진시황의 이름 정(政)자의 일부인 正을 피하려고 정월(正月)을 단월(端月)로 바꾸었다.)
3. 휘의 소리를 피한다. (예: 당나라 태종 이세민(李世民)의 성씨 이(李)와 소리가 같은 이(鯉)가 뜻하는 “잉어”를 글로 쓰지 못하게 하였다.)
4. 모양이 비슷한 글자를 피하는 경우도 있다.(예: 황(皇)자와 고(辜)[1]자의 모양이 비슷하다는 이유로 고(辜)를 죄(罪)로 바꾸기도 하였다.)

## 방법
피휘에는 몇 가지 방법이 있었다.
- 대자(代字): 피할 글자를 소리가 같거나 비슷한 다른 글자로 대체해서 쓴다.
- 결자(缺字): 피할 글자를 쓰지 않고 공백으로 남겨 놓는다.
- 결획(缺劃): 피할 글자의 한 획, 특히 마지막 획을 긋지 않는다.

## 중국의 피휘
- 진시황이 황(皇)자와 고(辜)[1]자의 모양이 비슷하다는 이유로 고(辜)를 죄(罪)로 바꾸었다.
- 진시황의 이름 정(政)자를 피하기 위해 정월(正月)을 단월(端月)이라 고쳐 불렀다.
- 한나라 경제의 이름이 유계(劉啓)였기 때문에 계(啓)자를 쓰지 않기 위해 이십사절기 가운데 계칩(啓蟄)을 경칩(驚蟄)으로 바꾸었다.
- 한나라 명제의 이름이 유장(劉莊)이었기 때문에 장(莊)을 뜻이 같은 엄(嚴)으로 고쳤다.
- 삼국시대 위나라의 마지막 황제는 원래 이름이 조황(曹璜)이었으나 조환(曹奐)으로 개명했다. ‘황’(璜)이라는 글자가 많은 사람들이 사용하는 글자였기 때문이다.
- 정사 삼국지의 저자 진수(陳壽)는 촉의 장수 오의(吳懿)의 이름을, 사마의(司馬懿)의 이름을 피하기 위해 오일(吳壹)로 바꾸었다. (정사 삼국지는 서진(西晉) 왕조에서 쓰여졌는데, 서진을 창건한 사마염의 조부가 사마의였기 때문이다.)
- 당나라 고조의 부친의 이름은 이병(李昞)이었다. 그 이름의 발음을 피하기 위해 육십간지의 병(丙)을 모두 경(景)으로 바꿔야 했다.
- 당나라 태종 이세민(李世民)은 자신의 성씨인 이(李)와 소리가 같은 이(鯉, 잉어)를 먹지 못하며 글로 쓰지도 못하도록 하였다. 이에, 잉어를 이(鯉) 대신에 적선공(赤鮮公 : 붉은 물고기님)이라고 고쳐 쓰게 되었다.
- 당나라 태종 이세민(李世民)의 이름자 세(世)를 피하기 위해 世 자를 대(代)자로 바꿔 썼다(절세가인[絶世佳人]을 절대가인[絶代佳人]으로).
- 당나라 태종 이세민(李世民)의 이름자 세(世)를 피하려다 보니, 역사서 수서(隋書)를 편찬할 때 왕세충(王世充)을 왕 충(王 充)이라고 세(世)자를 공백으로 남겨 놓았고, 이 탓에 전한의 왕충(王充)과 혼동하는 사람이 많았다. 또한 이세적(李世勣)은 世 자를 뺀 이적(李勣)으로 개명했다.
- 송나라 휘종은 용(龍), 천(天), 군(君), 옥(玉), 제(帝), 상(上), 성(聖), 황(皇)의 여덟 자로 이름이나 자호를 짓지 못하게 하고, 이미 지은 이름과 자호도 고치게 (개명) 하였다.
- 금나라 때에는 주공과 공자의 이름을 피하도록 하는 규정을 만들었다.
- 청나라 때에는 강희제의 이름인 현엽(玄燁)을 피해 북경 자금성의 북문인 현무문(玄武門)을 신무문(神武門)으로 바꾸었다.
- 1777년 청나라에서 왕석후(王錫侯)라는 학자가 건륭제의 이름을 책에 쓴 죄로 본인을 포함하여 관련된 자 수십 명이 처형된 사건이 있었다.

## 한국의 피휘
- 신라 시대 문무왕릉비(文武王陵碑)와 숭복사비문(崇福寺碑文)에서 육십갑자의 병진(丙辰)과 병오(丙午)를 각각 경진(景辰)과 경오(景午)라고 썼다. 이것은 당나라 고조(高祖)의 아버지 휘 ‘병(昞)’의 음을 피하기 위해 ‘경(景)’을 썼기 때문이다.
- 고려 시대의 역사서인 《삼국사기》에서 김부식은 《구당서》, 《신당서》 등의 중국 문헌에서 당 고조 이연(李淵)의 휘를 피하여 연개소문(淵蓋蘇文)의 성을 천(泉)으로 고쳐 쓴 것을 알지 못하고, ‘천개소문’이라 표기하였다.
- 고려 시대 봉암사(鳳巖寺) 정진대사탑비문(靜眞大師塔碑文)에서 '문무양반(文武兩班)'을 '문호양반(文虎兩班)'이라고 썼다. 이것은 고려 혜종의 휘 "무"(武)를 피하기 위해 "호"(虎)를 썼기 때문이다. 중국 황제가 아닌 한국 왕의 휘를 피한 기록은 이것이 처음이다.
- 고려 시대에 순(荀)씨 성을 가진 사람들이 모두 손(孫)씨로 바꿨는데 이는 고려 현종의 휘 "순(詢)"을 피하기 위함이다.
- 고려 시대 '자치통감(資治通鑑)'은 '자리통감(資理通鑑)'으로 썼다. 이것은 고려 성종의 휘 "치(治)"를 피하기 위해 "리(理)"를 썼기 때문이다.
- 고려 시대 일연은 《삼국유사》에서 고려 정종의 휘 요(堯)를 피하기 위해 고(高)라고 표기하였으며, 고려 혜종의 휘 무(武)를 호(虎)로 바꿔 기록하였다.
- 고려 말 충선왕이 즉위함에 따라 경상도 장산현(章山縣)을 경산현(慶山縣)으로 고쳤다.
- 고려 시대의 성리학자 안향(安珦)은 조선 시대에 '안향'(安向), '안유'(安裕) 또는 '회헌공'(晦軒公)이라고 불렀는데 이는 조선 문종의 휘인 '향'(珦)을 피하기 위함이었다.
- 조선 시대 대구군의 한자 이름은 원래 ‘大丘’였으나 공자의 휘 ‘구(丘)’를 피하기 위해 ‘大邱’로 바뀌었다. 1750년 대구의 유생(儒生) 이양채(李亮采)가 공자의 휘가 ‘구(丘)’이므로 ‘大丘’를 ‘大邱’로 바꾸어달라고 상소했으나 영조의 윤허를 얻지 못했다.[2] 그러나 정조 때부터 점차적으로 ‘大邱’라는 지명을 쓰기 시작해 오늘날에 이르렀다. (오늘날 대구광역시의 한자 표기 역시 ‘大邱廣域市’이며, 대구역과 동대구역은 각각 大邱驛, 東大邱驛으로, 대구선은 大邱線으로 쓴다.) 조선 시대에는 삼국 시대 이래 한국을 가리키는 옛 지명 가운데 하나인 청구(靑丘)를 같은 이유로 '靑邱'라고 표기했다.
- 조선 시대 이산(理山)은 초산(楚山)으로, 이성(利城)은 이원(利原)으로 고쳤는데 정조의 휘를 피하기 위함이었다.
- 조선 시대 흥선대원군이 경복궁을 복원할 때 청나라 고종(高宗) 건륭제의 휘 홍력(弘曆)을 피하여 홍례문(弘禮門)의 이름을 흥례문(興禮門)이라고 바꿨다.
- 조선 시대 유교 경전이나 서적을 펴낼 때 ‘丘’자를 붉은 종이로 덮어두거나, 붉은 네모 테두리로 둘렀다. 또한 조선 시대 공자의 이름 ‘孔丘’(공구)를 말하거나 읽을 때 ‘공모’(孔某 : “공 아무개”라는 뜻)라고 하기도 했다.
- 현대에는 배우 김수로가 자신의 본명이 선배 배우인 김상중과 동일해서 '김수로'라는 예명으로 대신 사용하고 있다.
- 파평 윤씨 가문에서는 선지가 들어간 음식을 부를 때 ‘선지국밥’, ‘선지해장국’이라고 부르지 않고 ‘쇠피국밥’, ‘쇠피해장국’이라고 부르는데 이는 파평 윤씨의 2대 조상인 윤선지(尹先之)의 이름을 피하기 위함이다.
- 고령 신씨 가문에서는 녹두에서 자란 나물인 숙주나물을 ‘녹두나물’이라고 부르는데 이는 신숙주(申叔舟)의 이름을 피하기 위함이다.

## 특수한 경우
- 중국인은 이름에 회(檜)자를 쓰지 않는데, 오늘날 중국의 대표적인 매국노 가운데 하나로 지탄받는 남송의 진회(秦檜)의 이름을 피하기 위함이다.
- 원래(原來)라는 말은 원래(元來)였으나 ‘원(원나라)이 온다’는 뜻으로도 볼 수 있기 때문에, 한자 문화권에서는 원나라가 물러난 뒤에 원래(元來)로 바꾸었다. 오늘날에는 둘 다 쓰인다.
- 원나라를 이은 명나라 초기에 많은 관리가 원년(元年)의 元자를 원(原) 자로 고쳐썼다.
- 로마 시대엔 로마 숫자 4를 IV 대신 IIII로 썼는데, 그 이유 중 하나는 IV가 로마의 주신인 유피테르(IVPPITER)를 상징하기 때문이다. 흔치 않은 서양의 피휘의 예이다.
- 영국에서는 왕의 이름에 스티븐과 존을 쓰지 않는데 스티븐 왕은 마틸다와 내전을 벌여서, 존 왕은 무능의 아이콘이라 그 이름을 쓰지 않았다.
- 미국에서는 남자아이의 이름에 베네딕트를 잘 쓰지 않는데 미국의 매국노 가운데 하나로 지탄받는 베네딕트 아놀드 때문이다.